# Hans Magnusson
Hans Sture Magnusson (* 5. července 1960 Svenstavik) je bývalý švédský rychlobruslař.
V roce 1979 se poprvé představil na juniorském světovém šampionátu. Mezi dospělými startoval od roku 1981, kdy debutoval na Mistrovství Evropy, Mistrovství světa ve víceboji a Mistrovství světa ve sprintu. Svého nejlepšího umístění dosáhl v rámci šampionátů na ME 1982, kdy dobruslil do cíle na 12. místě. Zúčastnil se Zimních olympijských her 1984 (500 m – 42. místo, 1000 m – 21. místo, 1500 m – 16. místo). Od roku 1985 se závodil ve Světovém poháru, přičemž v sezóně 1986/1987 vyhrál jeho celkové hodnocení na distanci 1500 m. Startoval také na ZOH 1988 (500 m – 30. místo, 1000 m – 27. místo, 1500 m – 24. místo). Poslední závody absolvoval v roce 1990.